# Theodor Kirchner

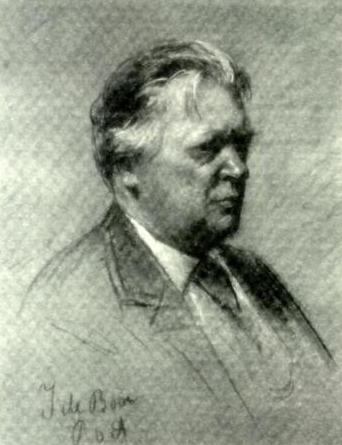
Theodor Kirchner nel 1898

Fürchtegott Theodor Kirchner (Neukirchen, 10 dicembre 1823 – Amburgo, 18 settembre 1903) è stato un pianista e compositore tedesco dell'epoca romantica.

## La carriera musicale
Kirchner godette dell'amicizia e dell'ammirazione di molti compositori noti del XIX secolo, ma non fu in grado di avere una carriera di successo, probabilmente a causa del suo stile di vita disordinato, che lo portava a fare spese eccessive, e alla sua dipendenza dal gioco d'azzardo.
Nacque a Neukirchen, vicino a Chemnitz, e, all'età di otto anni era già un pianista e un organista esperto. Dal 1838 al 1842 studiò pianoforte con J. Knorr e organo e teoria musicale con K. F. Becker a Lipsia. In seguito fu allievo di J. Schneider a Dresda e frequentò il conservatorio di Lipsia per un breve periodo. Nel 1843 divenne organista a Winterthur, in Svizzera, su raccomandazione di Mendelssohn. Qui rimase per circa 20 anni, ma viaggiò molto in Germania, dove divenne amico di Robert e di Clara Schumann e di Brahms. Clara Schumann era molto affezionata a lui, anche se scrisse che «nel suo carattere non c'è stabilità». Nel 1862 si trasferì a Zurigo dove divenne direttore dei concerti in abbonamento. Mantenne l'incarico per tre anni.
Dal 1862 al 1872 Kirchner insegnò alla scuola di musica di Zurigo. Si sposò nel 1868, ma il suo matrimonio non fu un successo. Dal 1870 fu per due anni organista a Zurigo e, nel 1872, si spostò a Meiningen dove divenne pianista di corte. L'anno successivo fu nominato direttore del conservatorio di Würzburg, incarico che mantenne fino al 1875. Dal 1876 al 1873 visse a Lipsia e, in seguito, insegnò lettura della musica a Dresda fino al 1890. Nel 1894 Brahms, Hanslick, Gade, Grieg e Hans von Bülow raccolsero 30000 marchi per permettere a Kirchner di pagare i suoi debiti. Nel 1890 abbandonò sua moglie e la sua famiglia e si spostl ad Amburgo, dove fu accudito da un suo ex allievo. Due ictus lo paralizzarono nel 1894 e divenne completamente cieco nel suo ultimo anno di vita. Morì ad Amburgo il 18 settembre 1903.
Kirchner fu stimato, tra gli altri, da Mendelssohn, Robert Schumann (che scrisse di lui con approvazione nella rivista Neue Zeitschrift für Musik), Brahms, Liszt, Wagner, Dvořák e Grieg.

## Composizioni e arrangiamenti
Theodor Kirchner era un arrangiatore dotato: trascrisse due sestetti per archi di Brahms come trii per pianoforte, realizzò la trascrizione per voce e pianoforte di Ein deutsches Requiem e l'arrangiamento per pianoforte solista del terzo e del quarto libro delle Danze Ungheresi e dei Liebeslieder Walzer. Come compositore, scrisse più di mille pezzi per pianoforte (perlopiù raccolti in cicli), molti dei quali della durata di un minuto circa, anticipando in un certo senso le Bagatelle di Webern. I suoi valzer, opera 23, composti nel 1876, sono dedicati a Brahms e la suite di 'pezzi caratteristici' Nachtbilder, opera 25, cita la canzone di Brahms Wie bist du, meine Königin. Compose anche alcuni brani per organo e delle canzoni e qualche opera corale e da camera, mentre non scrisse mai musica per orchestra, anche se il suo amico Heinrich Schulz-Beuthen compose una suite orchestrale a partire da alcuni pezzi per pianoforte di Kirchner. Fu influenzato in particolar modo dalla musica di Robert Schumann.
L'opera completa di Kirchner è stata pubblicata dalla casa editrice Amadeus di Winterthur.